# Škorpionov krak
Škorpionov krak, spiralni krak naše galaktike Kumove slame. Škorpionov je 7000 svjetlosnih godina bliže središtu.